# Phreatodessus hades
Phreatodessus hades là một loài bọ cánh cứng trong họ Bọ nước. Loài này được Ordish miêu tả khoa học năm 1976.